# Jenny Lin
Jenny Lin (* 1973 in Taiwan) ist eine US-amerikanische Pianistin.

## Leben
Die in Taiwan geborene Lin begann im Alter von vier Jahren das Klavierspiel. Sie wuchs in Österreich auf und siedelte mit 14 Jahren in die Vereinigten Staaten über. Bei dem aus Goa stammenden Pianisten Noel Flores studierte sie an der Wiener Musikhochschule, bei Julian Martin am Peabody-Konservatorium in Baltimore. Nach ihrem Bachelor erweiterte sie ihre Kenntnisse durch Meisterkurse bei Blanca Uribe und Richard Goode in New York City, sowie Andreas Staier und Dmitri Bashkirov am Comer See. 1996 gewann sie den zweiten Preis beim José-Iturbi-Wettbewerb in Valencia. 1998 verlieh ihr die Johns Hopkins University in Baltimore das Abschlussdiplom in deutscher Literatur. 2003 wirkte sie mit 20 anderen Pianisten bei einem Gedenkkonzert zu Ehren der Opfer der Terroranschläge am 11. September 2001 in New York mit, bei dem die Sinfonie für 21 Klaviere des italienischen Komponisten und Pianisten Daniele Lombardi auf 21 Fazioli-Flügeln uraufgeführt wurde.

## Repertoire und Rezeption
Obwohl Jenny Lin weder von einer einflussreichen Konzertagentur unter Vertrag genommen wurde, noch zu den ersten Preisträgerinnen bedeutender Wettbewerbe gehört, war ihr Karrierestart  erfolgreich. So konzertierte sie in Europa, den Vereinigten Staaten und in ihrer Heimat Taiwan. Dank ihrer vielseitigen Begabung ist sie vor allem im New Yorker Umfeld bekannt und häufig präsent, was auch auf ihr Interesse an Neuer Musik zurückzuführen ist.
Viele zeitgenössische Komponisten, unter ihnen George Crumb und Daniel Felsenfeld, widmeten ihr eigene Klavierwerke.
Ihre CD-Aufnahmen zeichnen sich durch abwechslungsreiche Programme und klangschön-virtuose Interpretationen aus. Nachdem sie 1997 zwei große Klavierwerke der Romantik, die Klaviersonate h-Moll (Liszt) und die Fantasie C-Dur (Schumann), sowie danach eine Suite des chinesischen Komponisten Guan Xia aufgenommen hatte wurde Robert von Bahr, Gründer von BIS Records, auf sie aufmerksam. Er veröffentlichte 2001 eine Zusammenstellung früher Klavierwerke der amerikanischen Komponistin Joan Crawford Seeger sowie 2000 eine originelle Sammlung von Chinoiserien, die Komponisten unterschiedlicher Epochen und Stilrichtungen wie Gioachino Rossini, Ferruccio Busoni, Abram Chasins und John Luther Adams mit kurzen, brillant und locker gespielten Miniaturen präsentiert.

## Diskografie
- 1997: Franz Liszt / Robert Schumann - Sonata In B Minor / Fantasy In C Major, Sunrise Records
- 2000: Chinoiserie, BIS Records
- 2001: The World Of Ruth Crawford Seeger, BIS Records
- 2005: Preludes To A Revolution • Russian Piano Preludes 1905–1922, Hänssler Classic
- 2006: The Eleventh Finger, Koch International, Koch International Classics
- 2007: Nostalghia (mit Werken von Valentin Silvestrov), Hänssler Classic
- 2011: Silent Music (Música Callada, Secreto), Werke von Federico Mompou, Steinway & Sons
- 2012: Get Happy - Virtuoso Show Tunes For Piano, Steinway & Sons
- 2014:  Piano Debussy*, Schumann*, Tchaikovsky*, Chopin*, Grieg* - Night Stories - Nocturnes, Hänssler Classic
- 2014: Stravinsky: Solo Piano Works, Steinway & Sons
- 2016: The Spirio Sessions, Werke von Uri Caine, Steinway & Sons
- 2017: Prokofiev*, Zaborov* - Prokofiev & Zaborov, Steinway & Sons
- 2018: The Brandenburg Duets, Grand Piano
- 2018: Ernest Bloch: Works for Piano and Orchestra (mit dem SWR Rundfunkorchester Kaiserslautern), SWR Music[4]